# Розподіл (диференціальна геометрія)
Розподілом на  многовиді {\displaystyle M} називається підрозшарування дотичного розшарування многовиду.
Іншими словами, у кожній точці {\displaystyle x\in M} вибраний лінійний підпростір {\displaystyle \Delta _{x}} дотичного простору {\displaystyle T_{x}M} що гладко залежить від точки {\displaystyle x}.
Розподіли використовуються у теорії інтегровності і в теорії шарувань на многовидах.

## Означення
Нехай {\displaystyle M} — гладкий {\displaystyle n}-вимірний многовид і {\displaystyle k\leq n}. 
Припустимо, що у кожній точці {\displaystyle x\in M} обрано {\displaystyle k}-вимірний підпростір {\displaystyle \Delta _{x}\subset T_{x}(M)} дотичного простору 
такий, що у будь-якій точці {\displaystyle x\in M} існує окіл {\displaystyle U_{x}\subset M} і {\displaystyle k} лінійно незалежних гладких векторних полів {\displaystyle X_{1},\ldots ,X_{k}}, причому для будь-якої точки {\displaystyle y\in U_{x}}, вектори {\displaystyle X_{1}(y),\ldots ,X_{k}(y)} складають базис підпростору {\displaystyle \Delta _{y}\subset T_{y}(M)}. 
У цьому випадку, сукупність {\displaystyle \Delta } всіх підпросторів {\displaystyle \Delta _{x}}, {\displaystyle x\in M}, називається {\displaystyle k}-вимірним розподілом на многовиді {\displaystyle M}.
При цьому векторні поля {\displaystyle \{X_{1},\ldots ,X_{k}\}} називаються локальним базисом розподілу {\displaystyle \Delta .}